# Идиотия
Идиоти́я или идиоти́зм (от др.-греч. ἰδιωτεία — «частная жизнь; невежественность, необразованность»; англ. idiocy) — самая глубокая степень умственной отсталости (олигофрении), в тяжёлой форме характеризующаяся почти полным отсутствием речи и мышления: больные произносят лишь нечленораздельные звуки, как правило, не понимают смысла обращённой к ним речи, эмоциональные проявления элементарны, ограничены проявлением недовольства или удовольствия. Осмысленная деятельность, в том числе самообслуживание, им недоступна, обычно больные неопрятны и нуждаются в уходе и надзоре со стороны окружающих.
По мнению ряда психиатров, термины «идиотия», «идиот» — устаревшие и не рекомендуются к использованию, так как они вышли за сугубо медицинские рамки и стали носить социальный (негативный) оттенок. Вместо них в некоторых руководствах предлагается использовать нейтральный термин из МКБ-10, по которой «идиотия» соответствует диагнозу «умственная отсталость глубокой степени» или «глубокая умственная отсталость». Тем не менее в некоторых странах в психиатрической литературе и литературе по олигофренопедагогике и в настоящее время продолжают использоваться традиционные термины «дебильность», «имбецильность» и «идиотия».

## Описание
Больные, страдающие идиотией, с трудом могут ходить. Им недоступна осмысленная деятельность. Речь не развивается. Люди с идиотией произносят лишь отдельные нечленораздельные звуки и слова, не понимают речи окружающих, не отличают родственников от посторонних. На окружающую обстановку люди обычно никак не реагируют, и даже ярким светом или громким звуком не удаётся привлечь и/или задержать их внимание. С больными идиотией возможны лишь рудиментарные формы невербального общения. Мышление не развивается, реакция на окружающее резко снижена.
Часто идиотия сочетается с параличами, эпилептиформными припадками, эндокринными нарушениями, отставанием телесного развития, а также различными уродствами и дефектами.
Эмоциональная жизнь исчерпывается примитивными реакциями удовольствия и неудовольствия. Больные идиотией не могут смеяться или плакать, не могут радоваться. У одних преобладают вспышки немотивированного гнева, у других — вялость и безразличие ко всему окружающему.
Люди, больные идиотией, не способны к самостоятельной жизни: не владеют простейшими навыками самообслуживания, не могут одеться или раздеться, не могут самостоятельно есть, не отличают съедобное от несъедобного, всё тянут в рот, иногда даже не пережёвывают пищу, не отличают холодное от горячего, неопрятны, не испытывают беспокойства от мокрого белья, нуждаются в постоянном уходе и надзоре.
Чувствительность всех видов, включая болевую, у них понижена. Они могут никак не реагировать на телесные повреждения. У некоторых больных наблюдаются эпизодические проявления агрессии и аутоагрессии, например нанесение ударов, укусов, царапин себе или окружающим. Часто можно встретить расстройство влечений, проявляющееся в поедании нечистот или постоянном онанизме.
Двигательные реакции примитивны, бедны, слабо координированы. Больные идиотией поздно и с трудом учатся ходить, их движения неуклюжи, в некоторых случаях они передвигаются лишь ползком. Характерны стереотипии — однообразные, стереотипные движения, например переминание с ноги на ногу, движения из стороны в сторону нижней челюстью, раскачивание туловища взад и вперёд, стереотипное кивание головой.
У больных идиотией встречается копрофагия (поедание собственных экскрементов). Также характерны непроизвольные мочеиспускание и дефекация.
Дети, страдающие идиотией, необучаемы и традиционно находятся (с согласия родителей) в специальных учреждениях (детских домах для глубоко умственно отсталых). Обычно они не доживают до 20 лет.
В МКБ-10 диагноз глубокой умственной отсталости (F73), что соответствует традиционному термину «идиотия», ставится при IQ ниже 20 и психическом возрасте ниже 3 лет у взрослых. У людей с идиотией также часто встречаются общие расстройства психического развития в наиболее тяжёлых формах, в особенности атипичный аутизм (F84.11).

### Идиотия лёгкой и средней степени тяжести
При идиотии лёгкой и средней степени тяжести больные могут вырабатывать наиболее простые представления. К примеру, они понимают, что острым предметом можно уколоться, нельзя опускать руку в кипяток и трогать пламя. Могут освоить элементарные навыки самообслуживания. Способны привязываться к ухаживающим за ними людям и проявляют радость, когда они появляются. Могут запоминать отдельные слова из повседневного обихода, но они обычно выговариваются неправильно, характерны такие дефекты, как замена одних звуков другими, пропуски слогов, гнусавость и шепелявость.

## Терапия
При умственной отсталости назначают стимуляторы нейрональных процессов, в частности пирацетам, церебролизин, пиритинол, гопантеновую и гамма-аминомасляную кислоту, а также мегадозы витаминов:230—231. При сопутствующих нарушениях поведения назначают нейролептические средства:231.

## Использование в разговорной речи
Термин «идиотизм» в русском языке используется в качестве обиходного названия врождённого слабоумия, а также для обозначения любой бессмыслицы, глупости (разговорный термин). Пример фраз, раскрывающих смысл: «Идиотизм какой-то!». Или, к примеру, использованная фраза в мемуарах Григория Горина: «Идиотизм нашей цензуры!». Обычно никто из использующих это слово не подразумевает соответствующего психиатрического термина, упирая больше на нелепость, неразумность или глупость ситуации.